# АФК Унирея (Слобозия)
АФК Унирея (на румънски: AFC Unirea 04 Slobozia) или накратко Унирея Слобозия е румънски футболен клуб от град Слобозия. Дебют в Лига I през сезон 2024/25 г.. 

## История
Футболен клуб „Унирея“ е основан през 1955г. под името Комбил. 
Домакинските си срещи играе на стадион „1 май“, който е с капацитет 6 000 зрители.

## Успехи
- Купа на Румъния:
  - 1/8 финалист (2): 2017/18, 2022/23
- Лига II:
  -  Шампион (1): 2023/24
- Лига III:
  -  Шампион (5): 1982/83, 1985/86, 1988/89, 2011/12, 2019/20
- Лига IV - окръг Яломица:
  -  Шампион (2): 1969/70, 1997/98, 2004/05

## Български футболисти
- Илия Димитров: 2024 (4 мача - 0 гола)